# Lepturges infilatus
Lepturges infilatus là một loài bọ cánh cứng trong họ Cerambycidae.